# Kritike Wikipedije
Brezplačna spletna enciklopedija Wikipedija je bila kritizirana že od svoje ustanovitve leta 2001. Večina kritik se je nanašala na njeno vsebino, skupnost uveljavljenih prostovoljnih uporabnikov, postopek in pravila. Kritiki dvomijo v njeno dejansko zanesljivost, berljivost in organiziranost člankov, zaradi pomanjkanja metodičnega preverjanja dejstev in njene politične pristranskosti. 
Izražena je bila tudi zaskrbljenost glede sistemske pristranskosti na podlagi spola, rase, političnih, zgodovinskih, verskih, ideoloških, korporativnih, institucionalnih in nacionalnih meja. Izpostavljena so bila tudi navzkrižja interesov, ki izhajajo iz korporativnih kampanj za vplivanje na vsebino. Nadaljnje skrbi vključujejo vandalizem in strankarsko pripadnost, ki ju omogoča anonimno urejanje, klikno vedenje (tako s strani sodelavcev kot tudi administratorjev in drugih visokih osebnosti), socialno stratifikacijo med razredom skrbnikov in novejšimi uporabniki, pretirano določanje pravil, boj za urejanje in neenakomerno uporabo politik.

## Kritike Wikipedije
Uredniki Wikipedije vedo, da se spletno mesto ne sme uporabljati kot primarni vir za raziskave. Knjižničar Philip Bradley je dejal, da Wikipedija nima avtoritete. Pri tiskani enciklopediji morajo ljudje, ki jo pišejo, zagotoviti, da so informacije pravilne, sicer lahko izgubijo službo.Nekateri pravijo, da če Wikipedijo imenujemo "enciklopedija", ji ljudje zaupajo, tudi če ji ne bi smeli zaupati. Nekaterim knjižničarjem, akademikom in piscem drugih enciklopedij Wikipedija ni všeč kot vir informacij. Številne šole in univerze ne sprejemajo Wikipedije kot vira, le da večina od njih ne želi uporabe enciklopedij – namesto tega želijo primarne vire.

## Kritike o skupnosti Wikipedije
Kat Walsh, oseba v fundaciji Wikimedia (ki upravlja Wikipedijo), je dejala, da je bila Wikipedija lažja, ko je bila narejena.Danes obstaja veliko pravil in novim ljudem je težje spreminjati članke. Mnogi ljudje, ki urejajo Wikipedijo, so prenehali s tem, število urejevalcev člankov pa se je od leta 2006 močno zmanjšalo. Leta 2006 je Jimmy Wales dejal, da večino sprememb na Wikipediji naredi približno 500 ljudi, ki se "vsi poznajo". Toda večino sprememb naredijo ljudje, ki včasih spreminjajo članke ali pa sploh nimajo registriranih računov na Wikipediji.
Pri nekaterih člankih se veliko ljudi medsebojno zmoti. Včasih se dobri argumenti prezrejo in odstranijo, ker niso priljubljeni med spreminjalci člankov.
Da bi preprečili vandalizem, imajo nekateri ljudje administratorska pooblastila. Ljudje z administratorskimi pooblastili lahko izbrišejo članke, ustavijo spremembo članka in ustavijo uporabnike. Obstajajo posebna pravila, ki preprečujejo, da bi ljudje z administratorskimi pooblastili prevzeli prevelik nadzor, vendar imajo lahko ideje ljudi z administratorskimi pooblastili prednost pred idejami drugih ljudi.